# ルイ・キャプドヴィル
ルイ・キャプドヴィル（Louis Antoine Capdevielle、1849年5月9日 - 1905年7月27日）はフランスの画家である。主に風俗画を描いた。

## 略歴
オート＝ピレネー県のルルドに生まれた。採石業の父親の元に生まれ、早くから絵の才能を示した。地元の画家のもとで学んだ後、地元の奨学金を得て、1868年にパリの国立高等美術学校（エコール・デ・ボザール）に入学した。はじめ、画家、彫刻家のエメ・ミレー（Aimé Millet）のクラスで学んだが、1870年に普仏戦争で召集され、ド・ラ・ロワールの軍団に参加した。軍役が終わって、パリに戻った後は、アレクサンドル・カバネルとレオン・ボナのもとで学んだ。
1873年に最初の結婚をし2人の娘が生まれた。1874年にサロン・ド・パリに初めて出展した。1876年に留学資金を得てスペインを旅し、1877年にスペインで時描いた作品をサロンに出展した。1878年に妻が没し、1880年に再婚し2人の息子が生まれた。
1890年代になるとルルドに住み、主に地元の人々の肖像画を描いて生活した。小説『ルルド』を書くためにルルドを訪れたエミール・ゾラの肖像画も描いた。晩年はオート＝ピレネー県のリュス＝サン＝ソヴァールのホテルなどのオーナーをパトロンに得てオート＝ピレネーで静穏に暮らした。

## 作品

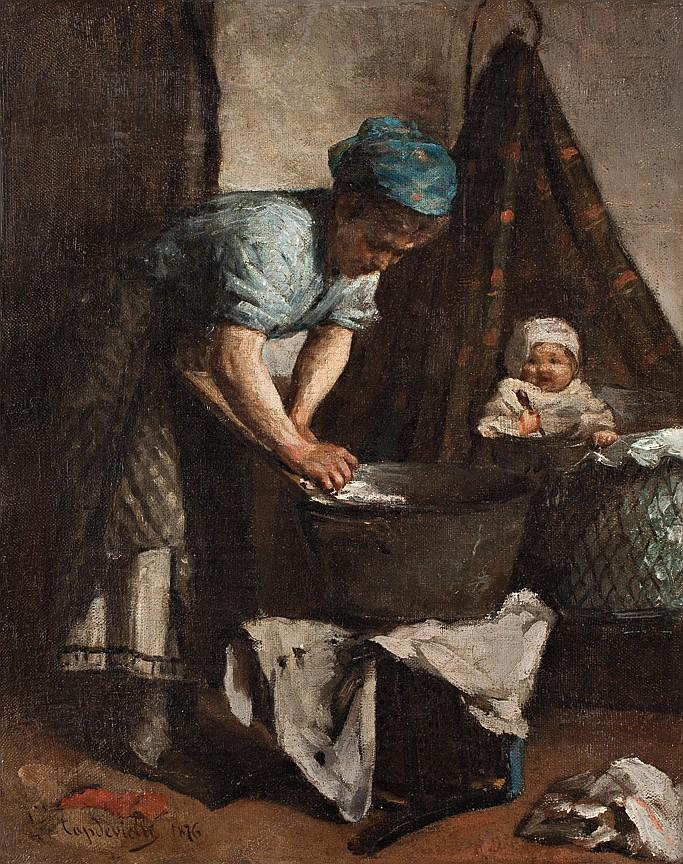
「洗濯する女」(1876)
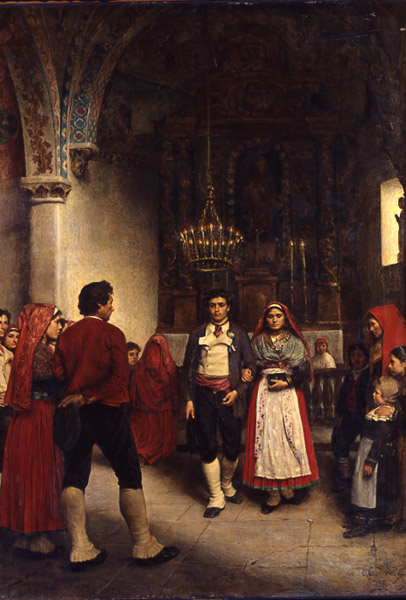
「結婚式」(1881)
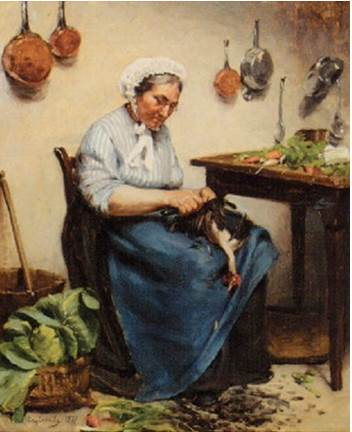
「鳥料理をする女」
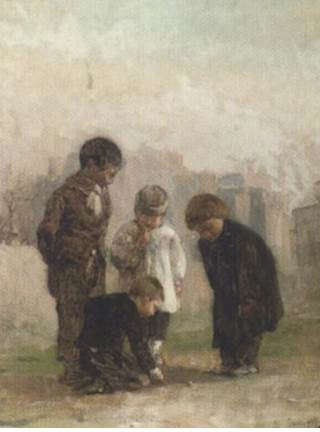
A Game of Marbles(1876)
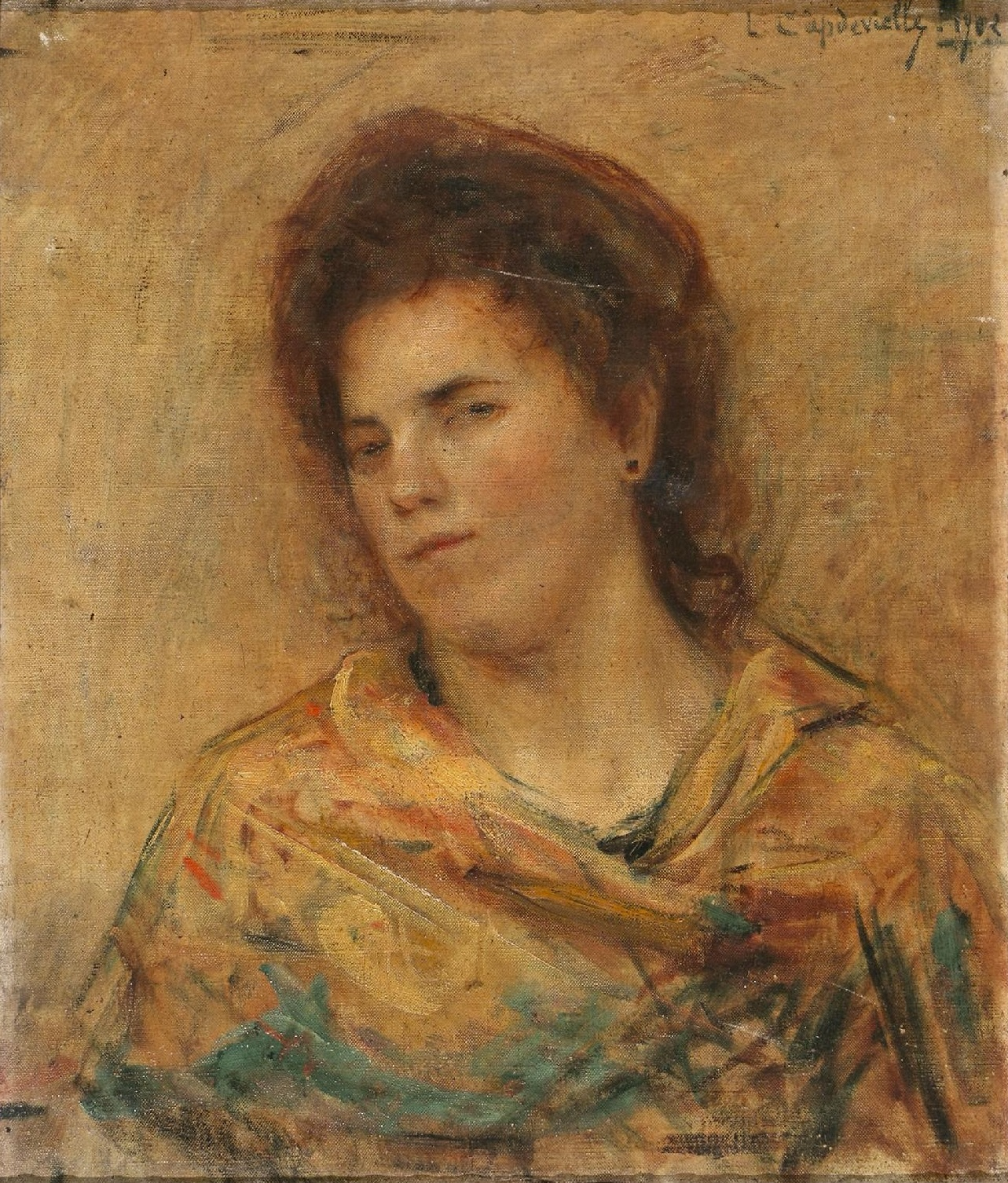
婦人の肖像画(1902)
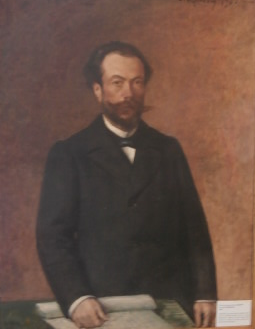
Jean-Marie Lacrampe（建築家）,
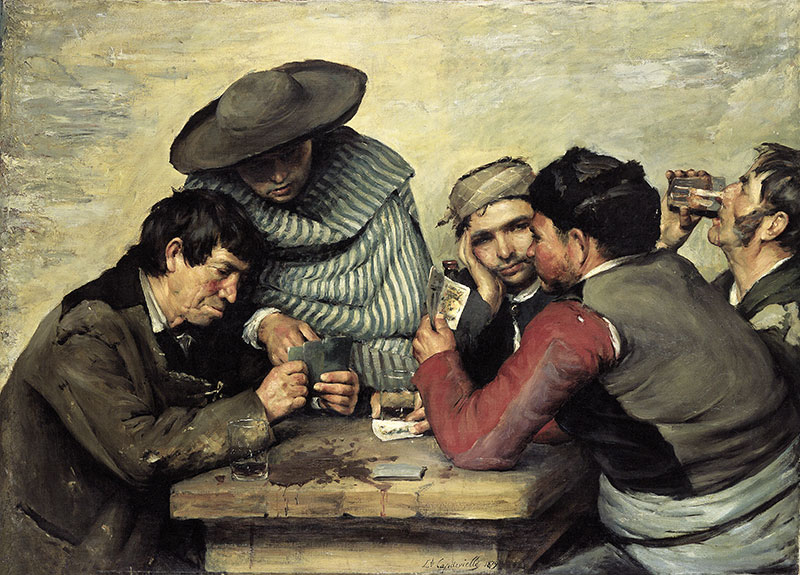
キャプドヴィル作「スペイン人」